# Peter Serkin
Pour les articles homonymes, voir Serkin.
Peter Adolf Serkin (né à New York (État de New York) le 24 juillet 1947 et mort le 1er février 2020 à Red Hook (État de New York)) est un pianiste américain.

## Biographie
Peter Serkin est né à New York. Il est le fils du pianiste Rudolf Serkin et le petit-fils du violoniste Adolf Busch, dont la fille Irène, avait épousé Rudolf Serkin. Il a reçu son second prénom, Adolf, en l'honneur de son grand père.
En 1958, alors âgé de onze ans, Peter Serkin commence à étudier à l'Institut Curtis, où ses maîtres sont le pianiste polonais Mieczysław Horszowski, le virtuose américain Lee Luvisi, ainsi que son propre père. Il est diplômé en 1965. Il a aussi étudié avec Ernst Oster, le flûtiste Marcel Moyse et le pianiste Karl Ulrich Schnabel.
Il donne son premier concert en 1959, lors d'un concert au Festival de Marlboro, un incubateur de talents de musique de chambre aux États-Unis, fondé en 1951 par Rudolf Serkin, Hermann et Adolf Busch avec Marcel, Blanche et Louis Moyse. Après ce concert, Peter Serkin est invité à jouer avec les grands orchestres, notamment l'Orchestre de Cleveland sous la direction de George Szell et l'Orchestre de Philadelphie avec Eugene Ormandy.
En 1966, à l'âge de dix-neuf ans, Peter Serkin reçoit un Grammy Award du meilleur nouvel artiste classique. Trois de ses enregistrements ont gagné d'autres nominations au Grammy (un de ses six concertos de Mozart ; et de autres pour la musique d'Olivier Messiaen) et ses disques ont reçu d'autre récompenses.  Serkin était le premier pianiste à recevoir le prix Premio Internazionale Musicale Chigiana et il est fait docteur honoris causa du New England Conservatory of Music en 2001.
En 1968, peu de temps après son mariage et de devenir un père, Peter Serkin décide d'arrêter complètement de jouer de la musique. Pendant l'hiver 1971, lui, sa femme Wendy et leur fille Karina, s'installent dans une petite ville du Mexique. Environ huit mois plus tard, un dimanche matin, Serkin entend la musique de Johann Sebastian Bach diffusée par la radio d'un voisin. Il écoute, puis dit : « Il est devenu clair pour moi que je devrais jouer. » Il retourne aux États-Unis et commence à nouveau une carrière musicale.
Depuis lors, Peter Serkin a joué partout dans le monde, avec de grands orchestres et chefs tels que Claudio Abbado, Daniel Barenboim, Herbert Blomstedt, Pierre Boulez, Simon Rattle, James Levine et Christoph Eschenbach.  Il a réalisé de nombreux enregistrements, notamment pour le label RCA Victor, mettant en vedette la musique de Bach (il a enregistré quatre fois les Goldberg Variations – le premier vers ses 18 ans, le quatrième à 47 ans), Mozart, Beethoven, Schubert, Chopin, Brahms et Dvořák ainsi que de nombreux compositeurs modernes : Reger, Berg, Webern, Schoenberg, Messiaen, Takemitsu, Oliver Knussen, Peter Lieberson, Stefan Wolpe et Charles Wuorinen.
Peter Serkin est un artiste engagé dans la musique contemporaine. Il est le dédicataire et le créateur de nombreuses œuvres de compositeurs tels que Tōru Takemitsu, Lieberson, Oliver Knussen, Charles Wuorinen et Elliott Carter. Le compositeur américain Ned Rorem, a écrit sur Serkin :
| « His uniqueness lies, as I hear it, in a friendly rather than over-awed approach to the classics, which nonetheless plays with the care and brio that is in the family blood, and he's not afraid to be ugly. He approaches contemporary music with the same depth as he does the classics, and he is unique among the superstars in that he approaches it at all. » |  |  | « Ses interprétations sont uniques, comme je l'entends, dans une ambiance conviviale plutôt qu'intimidé par les classiques, qu'il joue néanmoins avec soin et brio, ce qui est dans le sang de la famille et il n'a pas peur d'être déplaisant. Il s'attaque à la musique contemporaine avec la même profondeur qu'avec les classiques, et le simple fait qu'il s'y attaque le rend unique parmi les superstars. » |

Parmi les virtuoses de premier plan, Peter Serkin est l'un des premiers à expérimenter le jeu sur pianoforte d'époque, et le premier à enregistrer les dernières sonates de Beethoven à la fois sur des pianos modernes et sur des instruments de l'époque de Beethoven.
Peter Serkin a collaboré avec Yo-Yo Ma, Lorraine Hunt Lieberson, András Schiff, Alexander Schneider, Pamela Frank, Harold Wright, le Quatuor Guarneri, le Quatuor de Budapest et d'autres musiciens et ensembles importants, comme les grands solistes à vents des grands orchestres américains. En outre, il est un des membres fondateurs du quatuor Tashi et a enregistré pour divers labels. Il enseigne d'abord à la Juilliard School puis au Curtis Institute of Music et maintenant en tant que professeur du Bard College Conservatory of Music et d'autres institutions. Parmi ses élèves, on trouve Orit Wolf, Simone Dinnerstein et Cecile Licad.
Peter Serkin est décédé le samedi 1er février 2020 à New York à l’âge de 72 ans d’un cancer du pancréas.

### Famille
Peter Serkin a eu quatre enfants avec son épouse Regina en secondes noces.